# フリッツ・ラーベス
フリッツ・ラーベス（Fritz Laves、1906年2月27日 - 1978年8月12日）は、ドイツの鉱物学者・結晶学者である。合金に見られる金属間化合物の相、ラーベス相に名前が残されている。

## 生涯
ハノーファーで生まれた。先祖に有名な建築家のゲオルグ・ルードヴィッヒ・フリードリッヒ・ラーベス (Georg Ludwig Friedrich Laves) がいる。ゲッティンゲン大学で学んだ後、インスブルック、チューリッヒで学んだ。1932年ゲッティンゲン大学に戻った。固体結晶のX線構造解析や合金の性質を研究した。
国家社会主義ドイツ労働者党（ナチス）が政権を取った後も、ゲッティンゲン大学で、ユダヤ系のヴィクトール・モーリッツ・ゴルトシュミットのもとで研究を続けたため、第二次世界大戦が始まると、一般兵士として召集され、後に、戦時研究として軽合金の研究につかされた。戦後はマールブルク大学、シカゴ大学で働いた後、チューリッヒ工科大学の結晶学、岩石学の教授となった。1932年の彼の論文に登場した仮想的結晶構造は、その後ハロルド・スコット・マクドナルド・コクセターにより、Laves' graph of girth tenと呼ばれ、さらにダイヤモンドと同様の対称性を持つことから「ダイヤモンドの双子」あるいは「K_4結晶」と呼ばれるようになった（砂田）。 
1969年にアメリカ鉱物学会からローブリング・メダルを受賞した。